# Lomovka
Lomovka (en russe : Ломо́вка) est une bourgade de Russie dans le raïon d'Arzamas de l'oblast de Nijni Novgorod, siège administratif du conseil rural du même nom.

## Génorgaphie
Lomovka est un gros village (bourgade) de l'oblast de Nijni Novgorod dans une région agricole avec des étangs et des lacs. L'on trouve dans son territoire l'étang Chkolny (étang de l'École), l'étang Siny (étang Bleu), le lac de Koulikovo et le lac Baïkal (ne pas confondre avec le grand lac Baïkal en Sibérie, le plus profond du monde).

## Population
- 2002: 1364 habitants
- 2010: 1466 habitants[1]

## Rues
Le village est formé des rues Zavodskaïa (de l'Usine), avec deux ruelles, du microraïon de l'Usine, Arzamsskaïa (rue d'Arzamas), Sovietskaïa (rue Soviétique), Naberejnaïa (de la Rive), Zelionaïa (rue Verte), Tsiganov, Parkovaïa (du Parc), Mikroraïon.

## Transport
Il existe une plateforme du nom de Lomovka sur la ligne de chemin de fer Nijni Novgorod-Arzamas et Arzamas-Lomovka.

## Patrimoine
L'église de l'Intercession s'élève à côté du square de la Victoire, où se trouve le monument aux morts de la Grande Guerre patriotique

## Ingrastructures
Le village dispose d'un jardin d'enfants, d'une école, d'une aire de sport et d'un café.

## Galerie

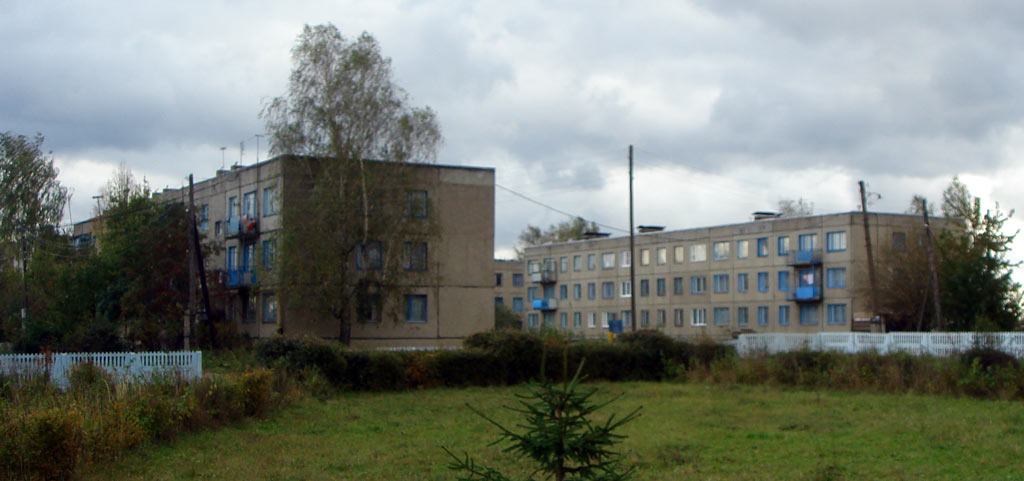
Immeubles des années Khrouchtchev
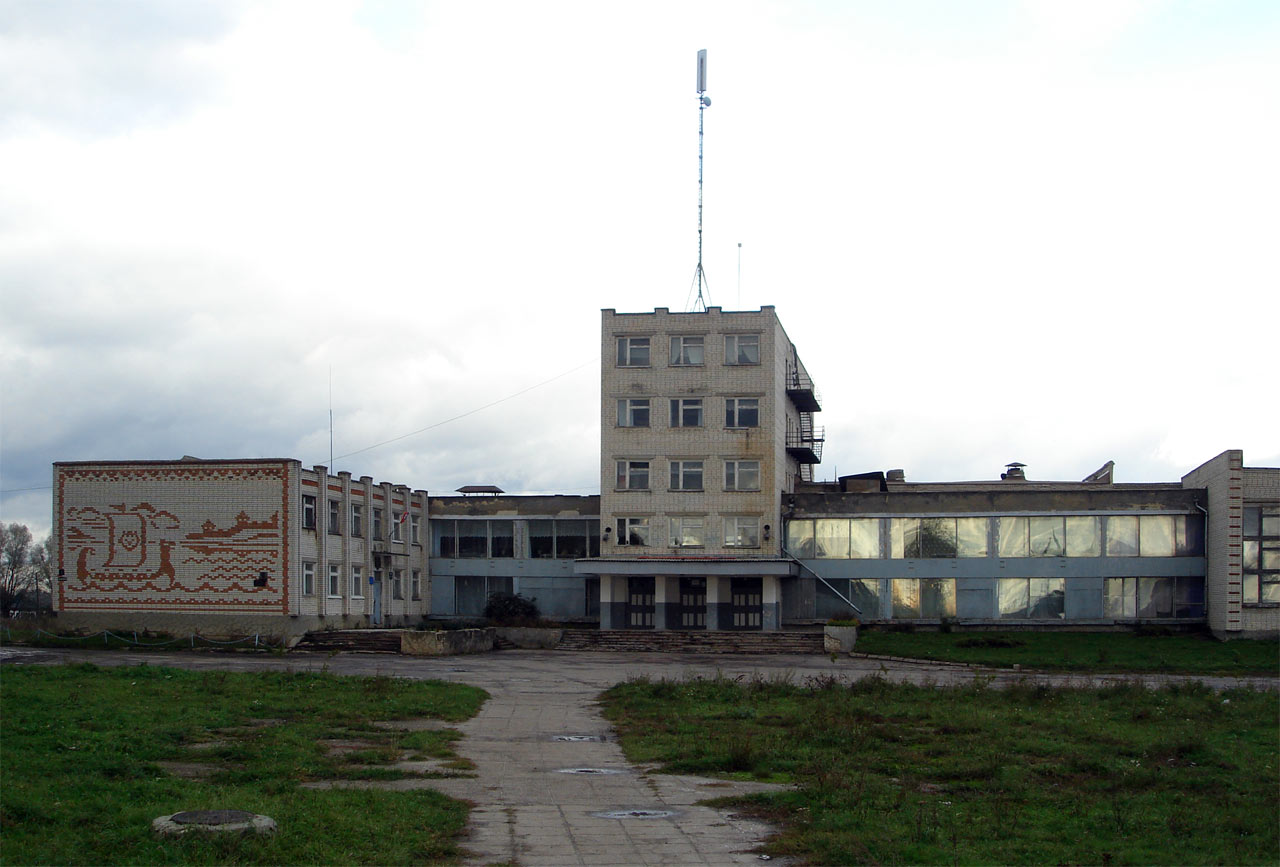
Maison de la culture, salle de sport, bureau de poste et succursale de la Sberbank

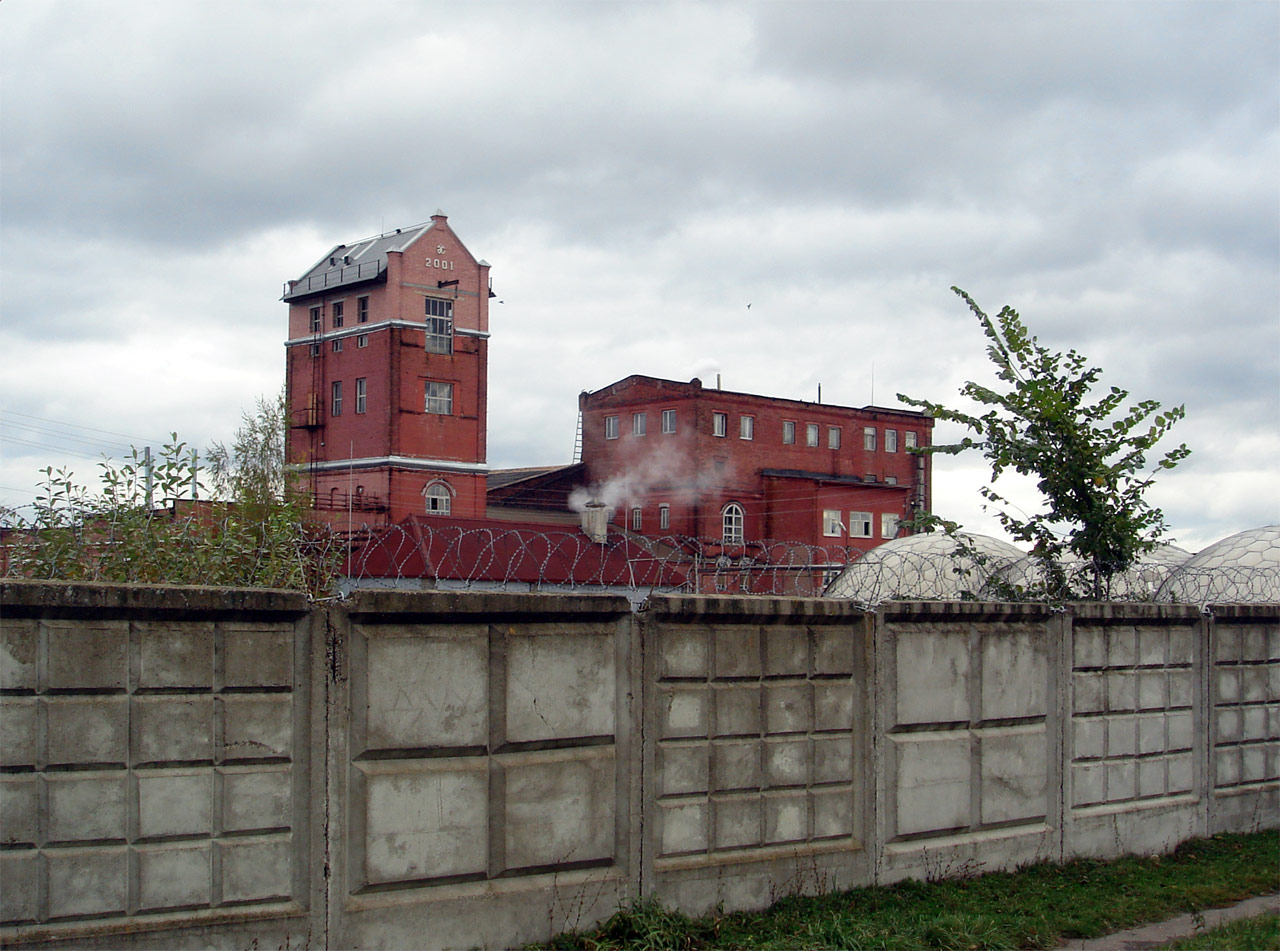
Usine «Arzamasspirt» fermée en février 2020
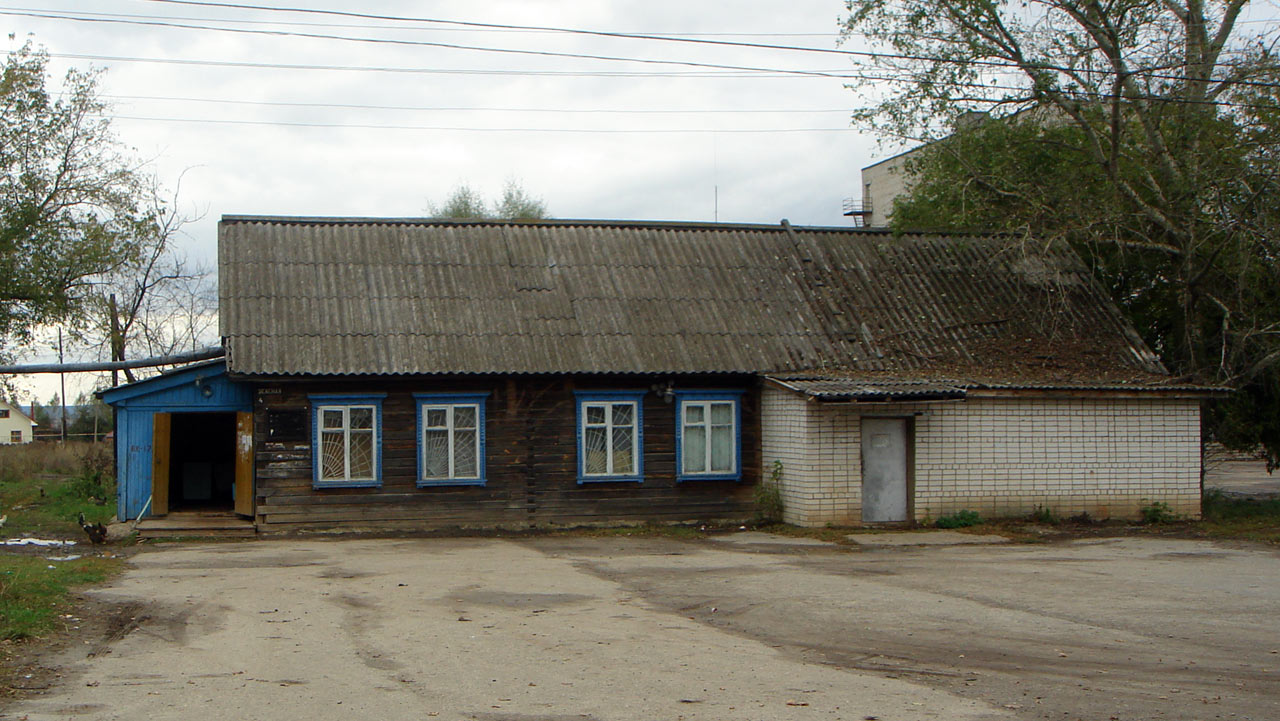
Magasin de la chaîne Malinka
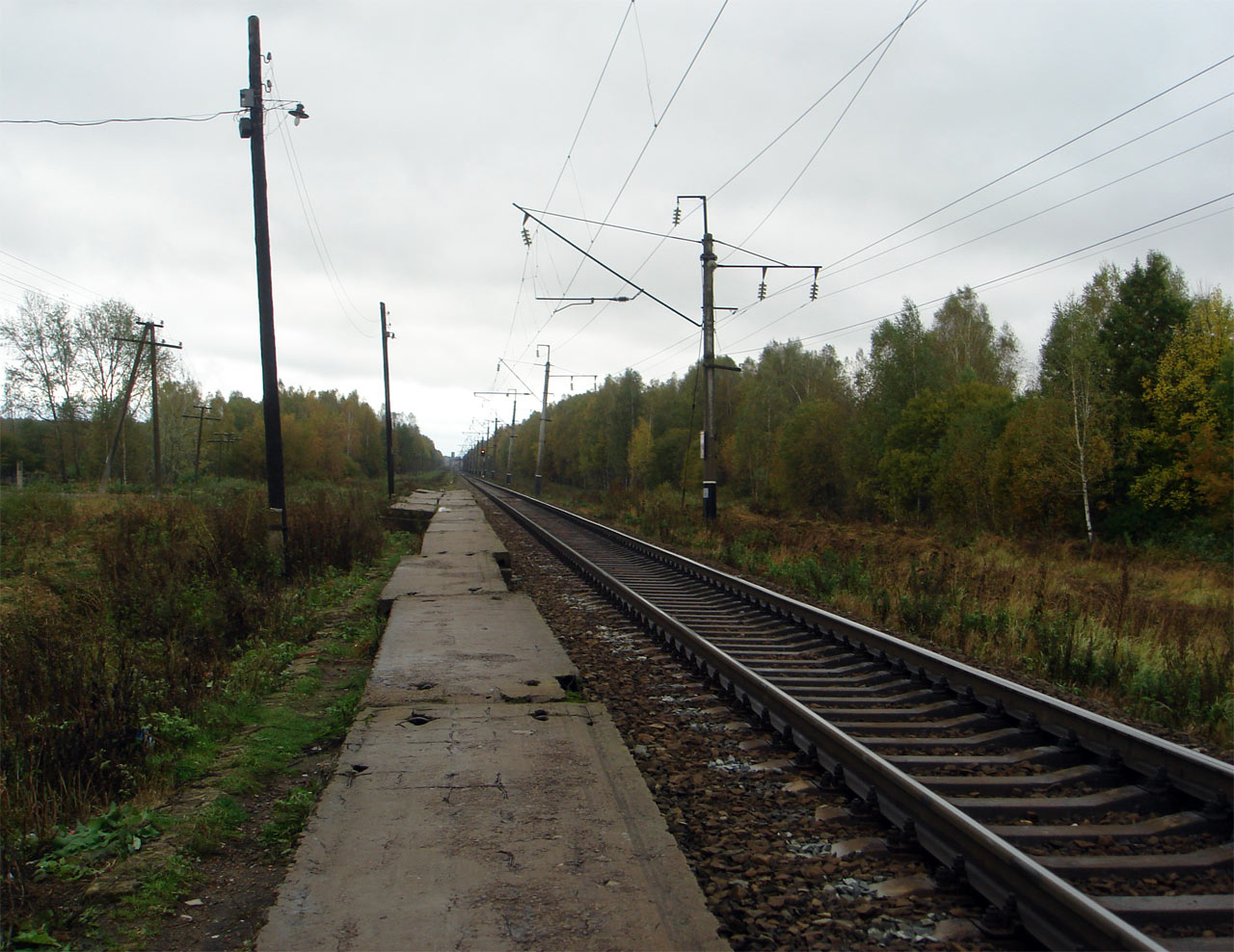
Plateforme sur la ligne de chemin de fer